# 김성화 (축구 선수)
김성화(한국 한자: 金聖華, 1987년 7월 24일 ~ )는 대한민국의 전 축구 선수이며, 포지션은 미드필더였다.